# Joseph d'Arbaud
Pour les articles homonymes, voir Arbaud.
Joseph d'Arbaud (en provençal : Jóusè d'Arbaud), né à Meyrargues le 6 octobre 1874 et mort à Aix-en-Provence le 2 mars 1950, est un poète français d'expression provençale et un félibre. Proche de Folco de Baroncelli, gardian lui-même, il est l'auteur du roman La Bête du Vaccarès. Ce roman est publié en provençal (page de gauche) avec la traduction en français de l'auteur sur la page de droite. Le titre exact de l’œuvre est donc : La Bèstio dóu Vacarés / La Bête du Vaccarès.

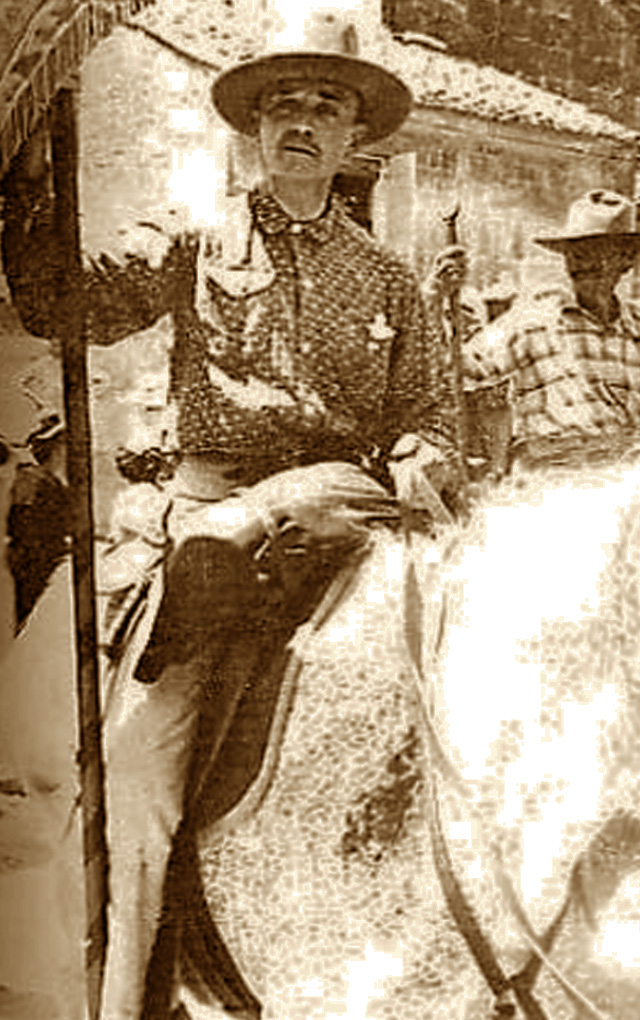
Joseph d'Arbaud, en 1935, portant la bannière de saint Georges des gardians de Camargue.

## Biographie
Joseph d'Arbaud naît dans la propriété familiale à Meyrargues, dans une famille aisée. Son véritable patronyme est « Darbaud », sans particule. Il est le fils de Philippe d'Arbaud et de Marie-Louise Valère-Martin, félibresse sous le nom d'Azalaïs d'Arbaud ou La Felibresso dóu Cauloun, auteur d'un recueil de poèmes publié sous le titre de Lis Amouro de ribas (« Les Mûres des talus »).
À l'âge de 10 ans, il part étudier chez les Jésuites à Avignon, puis fait des études de droit à Aix-en-Provence. Après quelques années mondaines parmi les jeunes écrivains aixois, dont Joachim Gasquet, il part en Camargue en 1900 et devient manadier, à l'image de son cousin éloigné Folco de Baroncelli quelques années plus tôt. Pour Jacques Blais (1984), ce faisant, d'Arbaud répond « au besoin d'éprouver pour son compte le sentiment de grandeur que dégagent ces régions
austères ». Atteint par la tuberculose en 1905, il est contraint de quitter la Camargue et séjourne pendant plusieurs années dans le Valais suisse, à Montana, près des sources de ce Rhône dont il a tant aimé le delta (la Camargue). Cet exil sera prépondérant dans l'écriture de son œuvre. Une fois guéri[Quand ?], il s'établit à Aix et à Meyrargues. Grand Lauréat des Jeux floraux septénaires  du Félibrige, d'Arbaud choisira pour Reine du Félibrige Marguerite de Baroncelli (sœur de Folco et Jacques de Baroncelli), qui épousera en 1914 le peintre post-impressionniste Georges Dufrénoy.
En 1919, il devient majoral du Félibrige (Cigalo di Jardin), et dirige la revue régionaliste Le Feu.
En 1930, il figure au jury qui élit la première reine d'Arles, Angèle Vernet.
De 1935 à 1936, il est capitaine de la Confrérie des gardians.
Il meurt à Aix-en-Provence en 1950 après avoir épousé en 1946 Yvonne Recours, de Barjols (Var). C'est du reste dans cette localité qu'il est inhumé, dans un tombeau dessiné par son ami le conservateur du musée Granet Louis Malbos, qui évoque les sarcophages des Alyscamps d'Arles.
Le nom de Joseph d'Arbaud a été donné à un grand nombre de rues, et plusieurs écoles, collèges et lycées portent son nom (Barjols, Salon, et Vaison-la-Romaine).
Le 19 décembre 1974, lors de la séance publique annuelle de l'Académie française, il a fait l'objet d'une « réception imaginaire » au sein de l'Immortelle Compagnie par André Chamson. Cette réception, semblable à la réception usuelle des académiciens (c'est-à-dire leur entrée à l'Académie française), comporte d'abord un premier discours de Chamson, remplaçant le discours de remerciement de d'Arbaud, puis un second discours qui sert de biographie et d'hommage au poète. Cette « fausse réception » permet de rendre honneur à Joseph d'Arbaud et à ses œuvres.

Sépulture de Joseph d'Arbaud au cimetière de Barjols
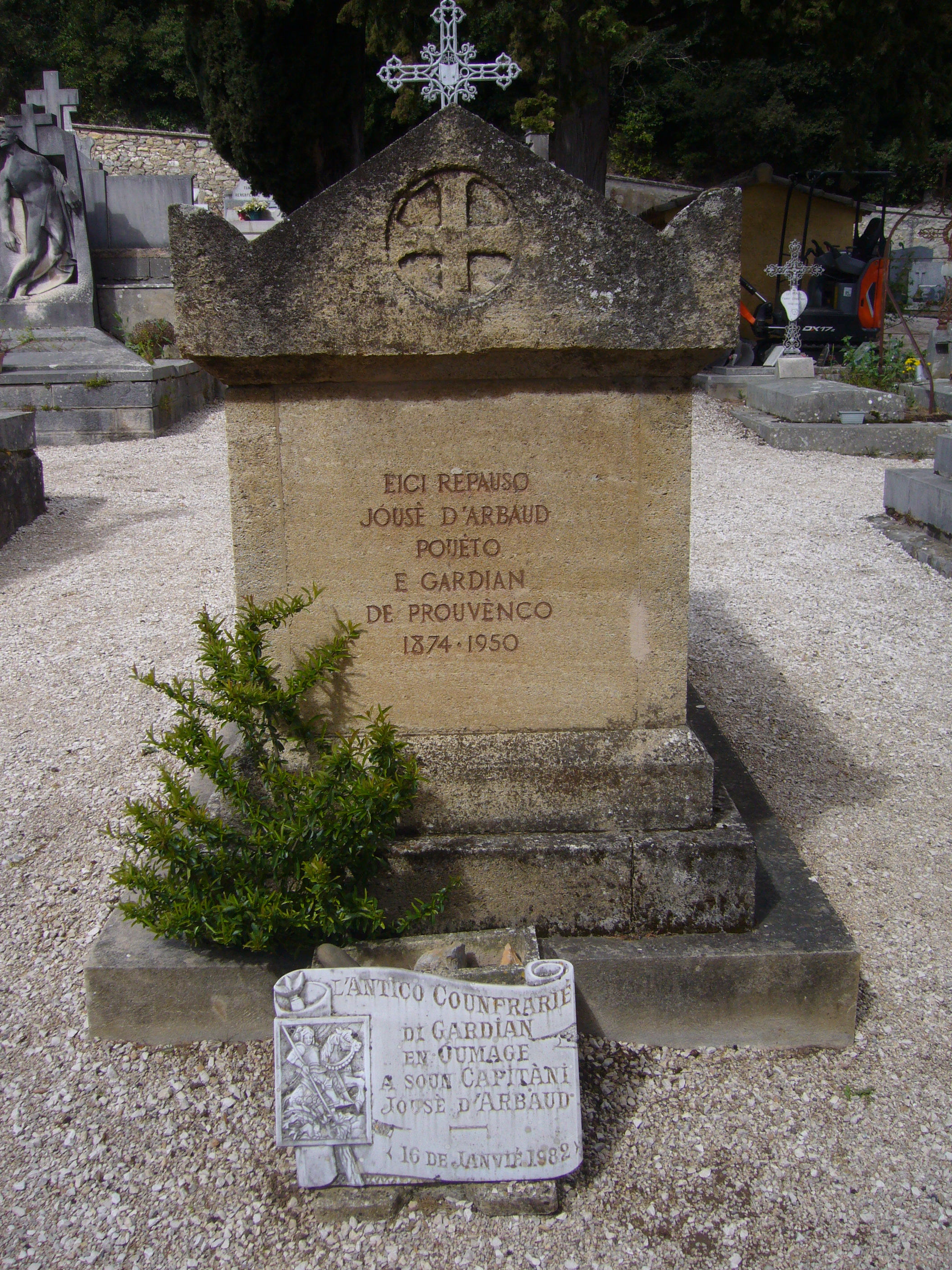
Face sud.
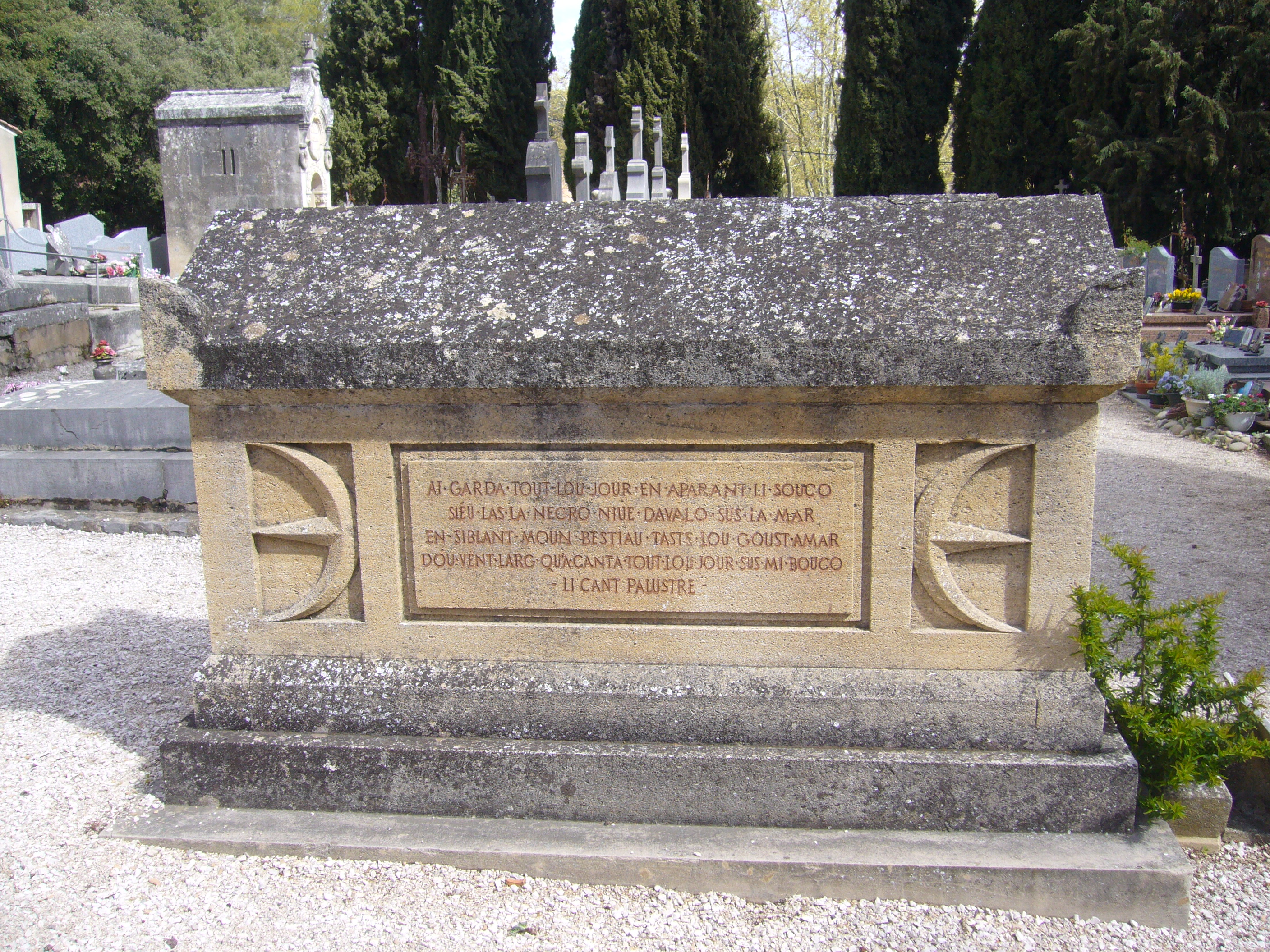
Face ouest.
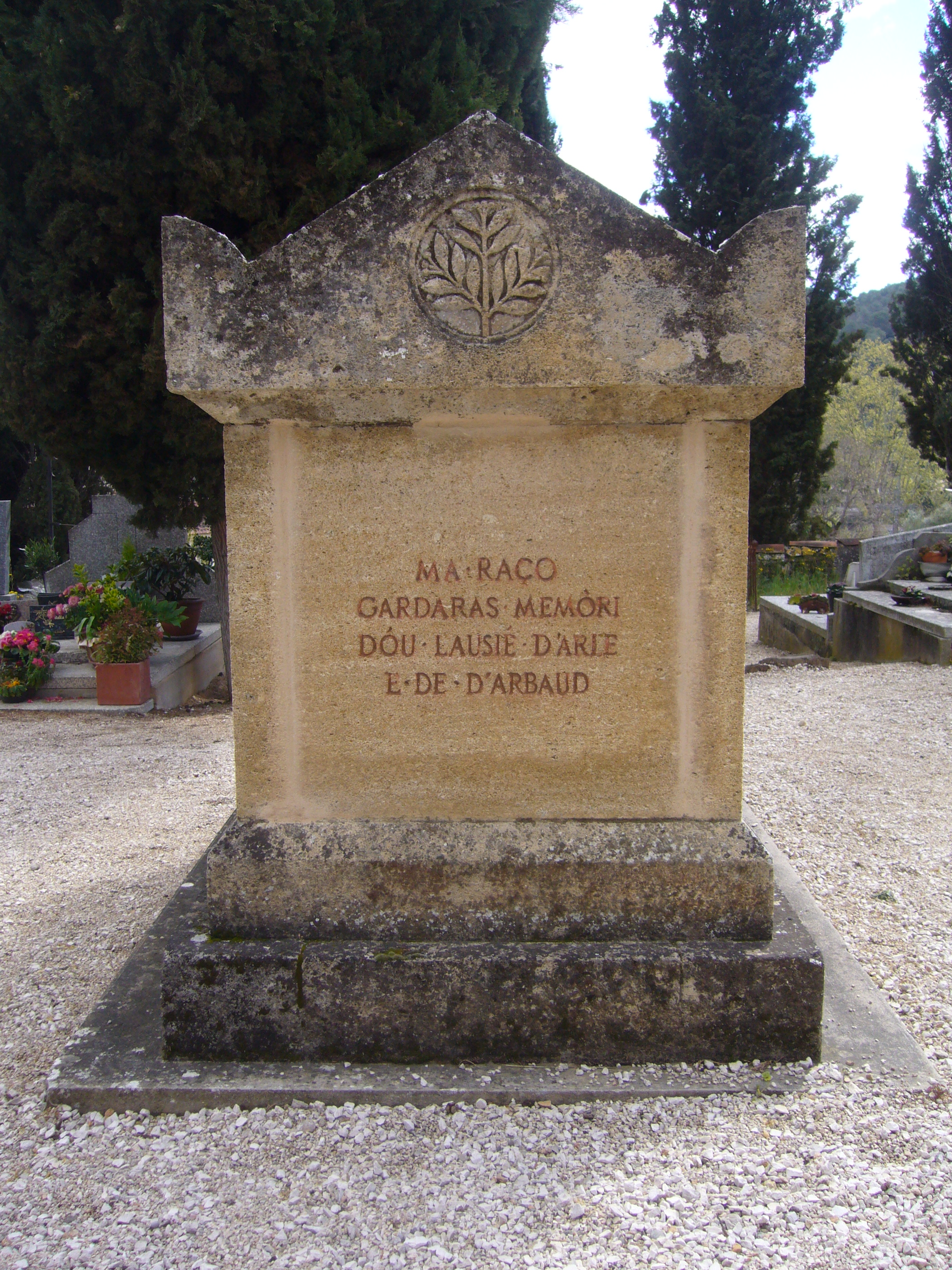
Face nord.
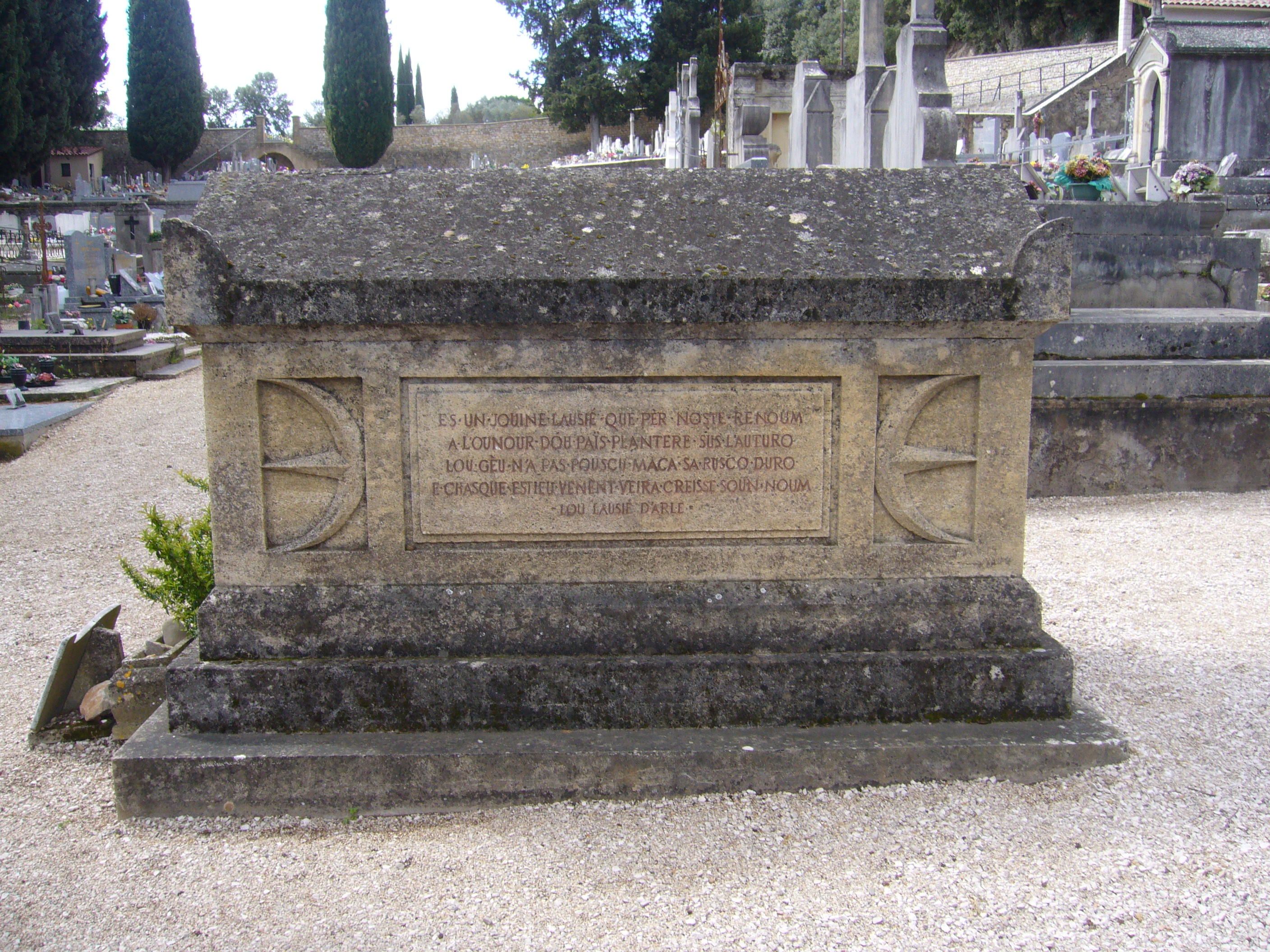
Face est.

## Œuvres
- Lou Lausié d'Arle (« Le laurier d'Arles »), poèmes, 1906 (grand prix des Jeux Floraux septénaires du Félibrige).
- La Vesioun de l'Uba (« La Vision du Nord »), poème.
- Li Rampau d'Aram (« Les Rameaux d'airain »), poèmes.
- Jousè d'Arbaud "Nouvè Gardian" (« Le Noël du Garde-Bêtes »), Image de Léo Lelée, Soucieta d'Edicioun "Le Feu", Ais de Prouvènço, 1923.
- La Caraco (« La Caraque »), nouvelles, Le Feu, 1926.
- La Bèstio dóu Vacarés (« La Bête du Vaccarès »), nouvelle inspirée de la légende de la bête du Vaccarès, bois d'Emmanuel Poirier, Grasset & Fasquelle, 1926, 2007  (ISBN 978-2-246-17684-8).
- La Sóuvagino (« La Sauvagine »), contes, 1929.
- La Coumbo (« La Combe »), poème.
- La Sóuvagino (« La Sauvagine »), contes camarguais, 288 pages, A l'asard Bautezar !, 2021  (ISBN 979-10-94199-18-3).

### Publiés à titre posthume
- Li Cant palustre (« Les Chants palustres »), poèmes, écrits en 1901, 1re éd. Horizons De France, 1951.
- Espelisoun de l'Autounado (« Éclosion de l'Automne »), poème, Ed. du Baile-Verd (Max-Philippe Delavouët), 1950.
- L'Antifo (« L'Antifo »), conte, Imp. Mistral, Cavaillon, 1967.
- Obro Pouëtico (« Œuvres poétiques »), poèmes, Imp. Mistral, 1974.
- Jaquet lou Gaiard (« Jacquet le Robuste »), contes inédits publiés par Pierre Fabre, Maintenance de Provence du Félibrige, 2000.
- Lou Cor barra, A l'asard Bautezar !, 2025  (ISBN 979-10-94199-25-1)
- Obro Pouëtico (« Œuvres poétiques »), contenant les inédits en vers du poète, L'Aucèu libre et Creddo, 2025.